# Adenophyllum
Adenophyllum es un género de plantas fanerógamas perteneciente a la familia de las asteráceas. Tiene 10 especies.

## Descripción
Estos son plantas como cardos o margaritas con flores de color amarillo o rojizo. Son nativas del suroeste de Estados Unidos y el norte de México, donde son más comunes en las regiones desérticas. Algunas especies se consideran sinónimos de Dyssodia y pueden tener a dyssodia como su nombre común.

## Taxonomía
El género fue descrito por Christiaan Hendrik Persoon y publicado en Synopsis Plantarum 2: 458. 1807.	La especie tipo es: Willdenowa glandulosa Cav. = Adenophyllum glandulosum (Cav.) Strother
Etimología
Adenophyllum: nombre genérico que deriva del griego y significa " "glándulas en la hoja"

## Especies
- Adenophyllum anomalum (Canby & Rose) Strother
- Adenophyllum appendiculatum (Lag.) Strother
- Adenophyllum aurantium (L.) Strother
- Adenophyllum cooperi (A.Gray) Strother
- Adenophyllum glandulosum (Cav.) Strother
- Adenophyllum porophylloides (A.Gray) Strother
- Adenophyllum porophyllum (Cav.) Hemsl.
- Adenophyllum speciosum (A.Gray) Strother
- Adenophyllum squamosum (A.Gray) Strother
- Adenophyllum wrightii A.Gray

## Galería de imágenes
|                          |
| Adenophyllum cancellatum |

|                      |
| Adenophyllum cooperi |

|                             |
| Adenophyllum porophylloides |

|                          |
| Adenophyllum porophyllum |

|                       |
| Adenophyllum wrightii |